# Arslanmyrat Amanow
Arslanmyrat Amanow (Baýramaly, Unión Soviética; 28 de marzo de 1990) es un futbolista de Turkmenistán que juega en la posición de Centrocampista y que actualmente milita en el FK Arkadak de la Liga Superior de Turkmenistán.

## Carrera

### Club
| Periodo   | Club                   |
| --------- | ---------------------- |
| 2007–2009 | FC Ashgabat            |
| 2010–2012 | Ýedigen                |
| 2012      | FC Okzhetpes           |
| 2013      | Ýedigen                |
| 2014      | FC Irtysh              |
| 2015–2016 | FK Olmaliq             |
| 2017      | FK Altyn Asyr          |
| 2018      | FK Buxoro              |
| 2019      | PFC Lokomotiv Tashkent |
| 2020      | FC AGMK                |
| 2021      | Sogdiana Jizzakh       |
| 2021–2023 | FC Ahal                |
| 2022      | Sri Pahang FC (cedido) |
| 2023-     | FK Arkadag             |

### Selección nacional

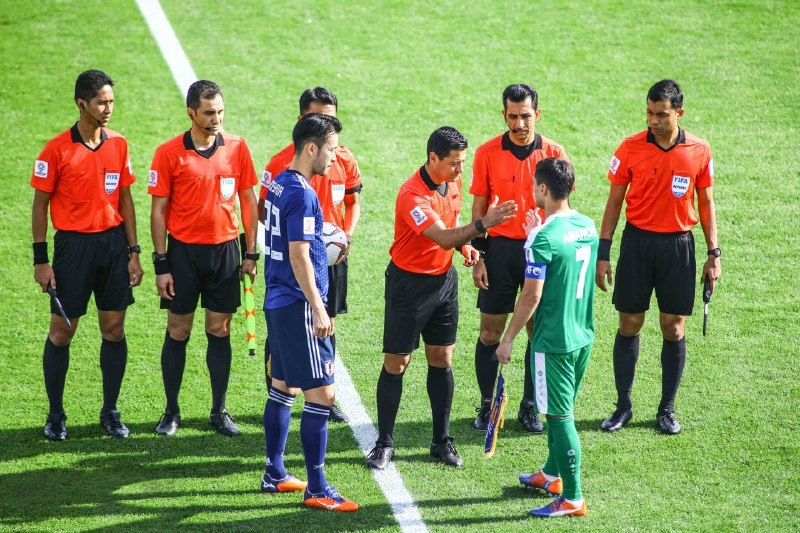
Arslanmyrat Amanov en la Copa Asiática 2019 con el capitán japonés Maya Yoshida.

Debutó con Turkmenistán en 2009 y su primer gol con la selección nacional lo anotó el 24 de febrero de 2010 en la victoria por 2-0 ante Tayikistán en Colombo por la Copa Desafío de la AFC 2010.
Participó con la selección nacional en los Juegos Asiáticos de 2010 y en la Copa Asiática 2019 donde fue el capitán de la selección, y actualmente es el jugador con más participaciones con la selección nacional.

## Logros
Aşgabat FT
- Ýokary Liga (2): 2007, 2008

FC HTTU
- Ýokary Liga (1): 2013
- Turkmenistan Cup (1): 2011

PFC Lokomotiv Tashkent
- Uzbekistan Super Cup (1): 2019